# Obred (slobodno zidarstvo)
Obred (engl. rite; fran. rite) je koherentan skup rituala, simbolike i praksi koji definiraju ceremonijal u slobodnom zidarstvu. Riječ obred u određenim nadležnostima zamjenjena je riječima ritual, sustav ili režim.
Nastali pojavom spekulativnih loža, obredi su uspostavljeni kako bi se standardizirala i uskladila praksa u loži. Stoga, riječ je o definiranju svih načina, postupaka i slijedova po kojim se moraju voditi tijekom vođenja ceremonija. Nadahnuti drevnim ili operativnim tradicijama i Biblijom, obredi propisuju geste, jezik, pokrete i stavove. No, unatoč sličnom idealu, slobodni zidari svoje aktivnosti obavljaju na različite načine. Tako je od sredine 18. stoljeća, posebno sa svađom između Drevnih i Modernih unutar engleskog slobodnog zidarstva, svako stoljeće vidjelo pojavu novih i različitih obreda. Loža obično prakticira samo jedan obred, dok ih velika loža može držati nekoliko.
Obredi su sastavljeni od simbola, riječi, gesta i znakova. Iako se čini nemogućim nabrojati sve obrede koji su se nekada prakticirali, autori i povjesničari obično priznaju postojanje pedesetak relativno različitih obreda. Međutim, uglavnom se prakticira samo nekoliko.
Obredi su niz progresivnih stupnjeva koje dodjeljuju različite slobodnozidarska tijela ili redovi. U nekim skučajevima, kao što je u Yorčkom obredu, to je zbirka odvojenih tijela koje bi inače djelovale samostalno. Sustavi slobodnozidarskih stupnjeva često pripadaju pridruženim tijelima slobodnog zidarstva kojima se majstor može priključiti nakon stupnjeva plave lože.
Slobodnozidarski obredi nemaju hijerarhiju i ne može se reći koji je bolji od drugog. Svaki od njih odgovara osjetljivosti i posebnom pristupu povijesti duhovnosti.

## Etimologija
Pojam obred dolazi od latinskog ritus (utvrđen, u redu) i starog oblika rit. Proučavanje etimološkog korijena ove riječi dovodi do pojmova rasporeda, niza, broja (od grčkog arithmos), pa do reda (rtam).

## Razlika između reda i obreda
Pojmovi "obred" i "red" u slobodnom zidarstvu često se koriste na način koji može izazvati nedoumice, čak i među onima dobro upućenima u slobodnozidarske tradicije.
Obred u slobodnom zidarstvu označava progresivan sustav stupnjeva, koji član prolazi kroz inicijaciju, pri čemu svaki stupanj donosi nova simbolička i filozofska učenja. Obredi mogu uključivati samo tri osnovna stupnja ili proširene sustave s dodatnim višim stupnjevima. S druge strane, red ili pridruženo tijelo predstavlja organizaciju unutar slobodnog zidarstva, koja ima vlastitu strukturu, hijerarhiju i terminologiju. Redovi su povezani s velikom ložom, ali često upravljaju posebnim stupnjevima koji nisu dio osnovnog obrednog sustava. Razumijevanje ove razlike ključno je za bolje shvaćanje složenog sustava slobodnog zidarstva, osobito u kontekstu različitih nadležnosti i organizacijskih struktura.
Primjeri razlike:
- Drevni i prihvaćeni škotski obred sastoji se od 33 stupnja i njima upravljaju dvije različite organizacije. Prva tri stupnja (plave lože) pod nadležnošću su velike lože i dodjeljuju se u loži. Viši stupnjevi (od 4. do 33.) pod nadležnošću su Škotskog reda, kojim upravlja "veliko vijeće". Ovi stupnjevi se dodjeljuju u specifičnim jedinicama, kao što su loža savršenstva, kapitel ružinog križa i druge, ovisno o stupnju.
- Francuski obred obuhvaća 7 stupnjeva i također ima dvostruku upravljačku strukturu. Prva tri stupnja dodjeljuju se unutar velike lože, dok su viši stupnjevi (od 4. do 7.) pod nadležnošću Francuskog reda, kojim upravlja "veliki glavni kapitel".
- Emulacijski obred, Standardni škotski obred i Schröderov obred sastoje se isključivo od tri osnovna stupnja, kojima u potpunosti upravlja velika loža, bez dodatnih redova i viših stupnjeva.
- Kraljevski red Škotske, Red vitezova masona i Crveni križ cara Konstatina nisu povezani s prva tri stupnja slobodnog zidarstva. Članstvo je dostupno isključivo majstorima, a redovima upravljaju različita tijela. U tim slučajevima, stupnjevima upravlja posebna velika loža (odvojena od one koja upravlja plavim ložama), veliko vijeće ili velika imperijalna konklava, ovisno o redu kojem pripadaju.

## Prevladavajući obredi
Najrasprostranjeniji slobodnozidarski obredi danas diljem svijeta su:
- Yorčki obred, uglavnom u Sjedinjenim Državama;
- Emulacijski obred, uglavnom u Ujedinjenom Kraljevstvu i bivšim britanskim kolonijama;
- Drevni i prihvaćeni škotski obred, diljem svijeta, posebno s obzirom na njegov sustav viših stupnjeva;
- Francuski obred, uglavnom u Francuskoj, Brazilu i kontinentalnoj Europi.

Drgui obredi, poput Ispravljenog škotskog obreda ili Egipatskog obreda, imaju suženu rasprostranjenost, ponekad dovodeći i do samog nestanka nekih od njih.

## Kronologija fomrianja obreda
Vremenom je razvijeno mnogo različitih sustava slobodnozidarskih stupnjeva, među kojima su neki u uporabi ili su do sada prestali postojati. Poznati sustavi stupnjeva su:

### Povijesni obredi
- Obred starih dužnosti – ovaj se obred ovdje spominje kao referentna točka jer zapravo i nije bio obred primanja u jednoj loži. Ovaj su naziv neki autori, poput Patricka Négriera,[2] dali ceremoniji primanja u društvo slobodnih zidara prije 17. stoljeća, bez prijenosa tajne riječi. Ova praksa je danas nestala.
- Obred masonske riječi – obred potvrđen oko 1637. godine u prvim škotskim ložama slobodnih zidara, posebno u Loži "Kilwinning". Obred je sada izumro.[2]
- Standardni škotski obred – službeni obred po kojem radi Velika loža Škotske, prisutna na gotovo svim kontinentima. Iz obitelji je anglosaksonskih obreda poput Emulacijskog obreda. Potječe iz prvih škotskih loža poput Lože "Edinburgh" (Marijina kapela) – najstariji zapis datira iz 1599. godine. Riječ "standardno" označava "tradicionalno" ili "uobičajeno" jer svaka loža u Škotskoj ima svoju posebnost.

### Obredi iz 18. stoljeća
- Obred Modernih – naziv koji se može dati obredu koji je prakticirala prva Velika loža Engleske u vrijeme Andersonovih Konstitucija, oko 1723. godine.[3] Sastavljen na temelju izvornih tekstova i Obreda masonske riječi, spojio s Obredom Drevnih 1813. godine.
- Obred Drevnih – obred koji je prakticirala Drevna velika loža Engleske, a posebno Loža "York" 1756. godine.[3] Njene konstitucije objavljene su pod nazivom Ahiman Rezon. Spojio se s Obredom Modernih 1813. godine.
- Obred posvojenja – obred se pojavio u Francuskoj, gdje su je prakticirale ženske lože, poznate kao lože posvojenja. Posebnog simbolizma, različitog od onog kod drugih obreda, osobito po tome što se ne odnosi na izgradnju Salomonova hrama. Gotovo je potpuno nestao do kraja Prvog francuskog carstva i danas se radi samo u Velikoj ženskoj loži Francuske.
- Yorčki obred – proizašao iz ekspanzije Drevne velike lože Engleske u Sjevernoj Americi, prakticira ga nekoliko tisuća loža, uglavnom u Sjedinjenim Državama.
- Obred strožeg opsluživanja (Striktna obzervanca) – obred je oko 1755. godine u Njemačkoj osnovao barun Karl Gotthelf von Hund. Obred se kasnije ugasio, nakon smrti svog utemeljitelja.
- Švedski obred – pojavio se oko 1759. godine, vrlo je kršćanski nastrojen u svojoj simbolici, uobičajen je u skandinavskim zemljama i, u ograničenoj mjeri, u Njemačkoj.
- Obred kraljevske tajne (također poznat kao Obred savršenstva) – točno podrijetlo ovog obreda, koji je navodno utemeljen 1762. godine, još je danas predmet rasprave među povjesničarima. Njegovih 25 stupnjeva preuzeto je 1801. godine u 33 stupnja Drevnog i prihvaćenog škotskog obreda.
- Draškovićeva opservancija – obred je oko 1775. godine u tadašnjoj Hrvatskoj uspostavio grof Ivan Drašković Trakošćanski.
- Ispravljeni škotski obred – kršćanski obred koji je utemeljen 1778. godine u Lyonu, u Francuskoj.
- Obred sedam stupnjeva, poznat i kao Balduinov obred – obred koji je formiran oko 1780. godine, danas postoji i prakticira se samo u okrugu Bristol u Engleskoj.
- Francuski obred – obred koji je standardizirao u Francuskoj u razdoblju od 1783. do 1786. godine. Izravno izveden iz Obreda Modernih od kojeg je preuzeo većinu karakteristika, i danas je obred koji se najviše prakticira u Francuskoj, osobito unutar Velikog orijenta Francuske, kao i u Brazilu. Prisutan je i u mnogim ložama u Europi i svijetu.
- Filozofski škotski obred (fran. Rite Écossais Philosophique) je osnovan u Parizu 1776. godine, a utemeljio ga je hermetist Alexandre Boileau, učenik poznatog francuskog ezoteričara Antoinea-Josepha. Pernétyja. Danas se prakticira u Belgiji.[4]

### Obredi iz 19. stoljeća
- Drevni i prihvaćeni škotski obred, poznati i kao Rose Croix u Engleskoj – utemeljen 1801. godine u Charlestonu, Južna Karolina, od rituala francuskog podrijetla, prakticira ga nekoliko tisuća loža u Europi, kojima se pridodaje nekoliko tisuća loža na višim stupnjevima diljem svijeta.
- Obred Mizraima – razvijen u Francuskoj oko 1810. od strane braće Bédarride, danas je jedna od sastavnica takozvanog Egipatskog obreda. Nema podataka da se obred danas radi samostalno.
- Emulacijski obred – obred koji je uspostavila Ujedinjena velika loža Engleske (UGLE) 1813. godine kao odgovor na svađu između "Drevnih" i "Modernih".
- Schröderov obred – obred u tri stupnja kojeg je stvorio Friedrich Ludwig Schröder a usvojila ga je 1811. godine Velika loža Hamburga, čiji je Schröder bio veliki majstor. Bio je najdemokratskiji od svih obreda koji su se prakticirali u Njemačkoj prije Drugog svjetskog rata što ga je učinilo uspješnim. Prakticira se u Njemačkoj, Brazilu, Srbiji i dr.
- Nacionalni meksički obred (španj. Rito Nacional Mexicano) – obred je formiran u Meksiku 1834. godine.[5][6]
- Obred Memfisa – standardizirao se u Francuskoj oko 1838. godine pod utjecajem Jeana Étiennea Marconisa de Nègrea.
- Talijanski simbolički obred – obred je uspostavio Veliki orijent Italije tijekom 1860-ih i 1870-ih godina kako bi se oslobodio stranih utjecaja.[7]
- Drevni i primitivni obred Memfisa-Mizraima – utmeljen je u Napulju u Italiji u rujnu 1881. godine spajanjem dvaju obreda – Obred Mizraima i Obred Memfisa.
- Adonhiramitski obred (por. Rito Adonhiramita) – obred francuskog podrijetla koji je svoju primjenu dobio pod okriljem Velikog orijenta Brazila.

### Obredi iz 20. stoljeća
- Drevni i primitivni obred – obred koje je formirao John Yarker na temelju Obreda Memfisa-Mizraima.
- Brazilski obred (por. Rito Brasileiro) – kojeg je uspostavio i standardizirao Veliki orijent Brazila 1914. godine.
- Kvapilov obred – utemeljen u Čehoslovačkoj početkom 1920-ih.
- Salomonov operativni obred – utemeljen u Francuskoj 1974. godine, prakticira se uglavnom u Francuskoj, unutar Inicijacijskog i tradicionalnog reda kraljevske umjetnosti (OITAR).
- Primitivni škotski obred (fran. Rite écossais primitif) – obred prema ezoteričaru Robertu Ambelainu koji je proglasio "buđenje" 1985. godine, ovo bi bio obred koji su prakticirali jakobinski prognanici u Saint-Germain-en-Layeu 1688. godine što nijedan do danas poznat povijesni dokument ne može sa sigurnošću potvrditi.

## Veliki kolegij obreda
U Sjedinjenim Državama, Veliki kolegij obreda (engl. Grand College of Rites) usredotočen je na prikupljanje i objavljivanje tekstova iz slobodnozidarskih rituala koji se trenutačno ne koriste u Americi, kao i na izumrle kvazimasonske rituale koja koriste druga bratstva i društva. Pored toga, jedan od ciljeva je i sprječavanje, u široj zajednici slobodnog zidarstva, obnavljanja ili korištenja bilo kakvih rituala koji se u SAD-u trenutačno ne koriste.